# 10117 Tanikawa
A 10117 Tanikawa (ideiglenes jelöléssel 1992 TW) a Naprendszer kisbolygóövében található aszteroida. M. Yanai, Vatanabe Kazuró fedezte fel 1992. október 1-én.